# Lepidaploa karstenii
Lepidaploa karstenii là một loài thực vật có hoa trong họ Cúc. Loài này được (Sch.Bip.) H.Rob. mô tả khoa học đầu tiên năm 1990.